# Biuracã
Biuracã (em armênio: Բյուրական, Byurakan), Biracã (Բիրական, Birakan), Piracã (Պիրական, Pirakan) ou Firacã (Փիրական, P’irakan) é uma vila do município de Astaraque, da província de Aragatsotn, na Armênia. 

## Histórias
Um monumento encontrado em Biuracã em 1900 é supostamente uma das pedras de fronteira erguidas por Artaxias I (r. 189–160 a.C.). O católico Jorge I (r. 792–795) nasceu na vila. Biuracã foi mencionada pela primeira vez pelo historiador e católico João V (r. 897–925), que alegou que fazia parte de sua propriedade ao lado da vizinha Amerosique. Ali, construiu uma igreja e fundou um convento. Em 985, o riacho de Haiatal foi construído. Em 1467, uma crônica menciona o mosteiro de Biuracã com as igrejas da Santa Mãe de Deus e São João. Este era um centro de escrita, onde a tablatura Coleção dos Dispersos (žołovatsu kertvatsots) foi escrita nas décadas de 50-80 do século XV e o livro Jesus, o Filho foi copiado.
Na segunda metade do século XVII, o católico Jacó IV (r. 1655–1680), juntamente com outros bispos de Biuracã, fez o Catolicato de Echemiazim uma sé santa. Em 1835, autoridades russas e em 1874, o católico Jorge IV (r. 1866–1882) fundaram casas de veraneio Manca. Atualmente, Biuracã conta com as Igrejas de São João e Artavazique. De acordo com um manuscrito de 1428, havia uma igreja chamada São Nexã, que provavelmente estava localizada na fortaleza e foi destruída sem deixar vestígios. Há também ruínas de outros edifícios monumentais, que confirma a opinião de que no século X era um assentamento povoado e detinha um teatro. Em 1929, túmulos foram encontrados num lugar chamado Alvessazor, de onde materiais ricos foram removidos.

## Geografia
Biuracã está situada na encosta sul do monte Aragats, cerca de dois quilômetros a nordeste de Astaraque, no lado esquerdo do rio Amberde, numa encosta íngrime enterrada entre nogueiras e pomares de frutas. A água que abastece a vila é trazida de uma distância de cinco quilômetros. Suas terras são férteis e irrigadas pelo Amberde. Há florestas nas cercanias e na fazenda estatal local, que inclui a propriedade da vila vizinha de Antarute, cultiva-se tabaco, frutas e vegetais, pratica-se jardinagem e cria-se animais. Há também uma mina de tufo piroclástico.

## Infraestrutura
Biuracã engloba uma escola secundária, um clube, uma biblioteca, uma cinema, uma creche, um centro médico, um hospital veterinário, um departamento de comunicação e instalações de serviços domésticos. Além dos laboratórios ótico-mecânicos e físico-mecânicos e os institutos de radiofísica, eletrônica e pesquisa física, Biuracã abriga o Observatório Astronômico Nacional, fundado em 1946.

## População
Em 1831, 1897, 1926, 1939, 1959, 1970 e 1989 havia, respectivamente, 240, 1 354, 2 123, 2 606, 2 435, 3 185 e 3 344 habitantes.  Segundo o censo de 2011, havia 4 345 habitantes.